# Memoriał Michała Barty
Memoriał Michała Barty – mityng lekkoatletyczny organizowany rokrocznie od 1999 w Kołobrzegu. Zawody są hołdem dla zmarłego w 1996 roku kołobrzeskiego oszczepnika, trenera i wychowawcy młodzieży Michała Barty. Impreza rokrocznie gromadzi czołówkę polskich oszczepników.

## Rezultaty
| Rok  | Zawodnik           | Klub                 | Rezultat |
| ---- | ------------------ | -------------------- | -------- |
| 1999 | Genowefa Patla     | AZS Warszawa         | 55,06    |
| 2000 | Joanna Domagała    | Olimpia Poznań       | 49,24    |
| 2001 | Barbara Madejczyk  | AZS AWFiS Gdańsk     | 56,30    |
| 2002 | Barbara Madejczyk  | AZS AWFiS Gdańsk     | 53,90    |
| 2003 | Barbara Madejczyk  | Medicololux Katowice | 56,22    |
| 2004 | Barbara Madejczyk  | Jantar Ustka         | 58,62    |
| 2005 | Barbara Madejczyk  | Jantar Ustka         | 56,38    |
| 2006 | Urszula Kuncewicz  | Sambor Tczew         | 50,16    |
| 2007 | Urszula Kuncewicz  | Sambor Tczew         | 53,02    |
| 2008 | Barbara Madejczyk  | Jantar Ustka         | 53,59    |
| 2009 | Joanna Bałdyga     | AZS-AWF Warszawa     | 50,82    |
| 2010 | Magdalena Czenska  | AZS-AWF Warszawa     | 53,90    |
| 2011 | Magdalena Czenska  | AZS-AWF Warszawa     | 52,05    |
| 2012 | Magdalena Czenska  | AZS-AWF Warszawa     | 54,30    |
| 2013 | Marcelina Witek    | SKLA Słupsk          | 56,20    |
| 2014 | Urszula Jakimowicz | SKLA SOPOT           | 55,89    |
| 2015 | Maria Andrejczyk   | LUKS Hańcza Suwałki  | 59,54    |

| Rok  | Zawodnik          | Klub                 | Rezultat |
| ---- | ----------------- | -------------------- | -------- |
| 1999 | Dariusz Trafas    | Schöller Namysłów    | 79,54    |
| 2000 | Rajmund Kółko     | Skra Warszawa        | 81,32    |
| 2001 | Dariusz Trafas    | AZS AWF Gorzów Wlkp. | 77,77    |
| 2002 | Rajmund Kółko     | Skra Warszawa        | 78,10    |
| 2003 | Igor Janik        | AZS AWFiS Gdańsk     | 80,44    |
| 2004 | Rajmund Kółko     | Górnik Polkowice     | 79,20    |
| 2005 | Dariusz Trafas    | MKS Namysłów         | 73,60    |
| 2006 | Tomasz Damszel    | MKS Namysłów         | 69,97    |
| 2007 | Igor Janik        | AZS AWFiS Gdańsk     | 78,12    |
| 2008 | Igor Janik        | AZS AWFiS Gdańsk     | 77,85    |
| 2009 | Piotr Frąckiewicz | ZLKL Zielona Góra    | 78,02    |
| 2010 | Igor Janik        | AZS AWFiS Gdańsk     | 79,60    |
| 2011 | Igor Janik        | AZS-AWFiS Gdańsk     | 79,62    |
| 2012 | Igor Janik        | AZS-AWFiS Gdańsk     | 78,73    |
| 2013 | Łukasz Grzeszczuk | RKS Skra Warszawa    | 74,38    |
| 2014 | Hubert Chmielak   | AZS AWFiS Gdańsk     | 82,58    |
| 2015 | Marcin Krukowski  | KS Warszawianka W-wa | 76,80    |